# マジック革命!セロ!!
『マジック革命!セロ!!』（マジックかくめい!セロ!!）は、フジテレビ系列で2004年から2014年まで主に『カスペ!』枠などで不定期放送されていたマジシャンのセロがメイン出演するマジック番組及びセロの冠番組である。

## 概要
セロが国内外のストリートへ出向き、身近なものを使って現実を超えた「サプライズ」を起こしてゆくという番組。世間にセロの名を知らしめることになった番組といえる。2014年7月29日には約3年ぶりに『マジック新世紀セロ 生放送SP』と題して、都内より生放送でマジックが披露されている。

## 放送日
| 回数   | 放送日                   |
| ------ | ------------------------ |
| 第1回  | 2004年9月12日（日曜日）  |
| 第2回  | 2005年1月4日（火曜日）   |
| 第3回  | 2005年6月30日（木曜日）  |
| 第4回  | 2006年1月10日（火曜日）  |
| 第5回  | 2006年6月20日（火曜日）  |
| 第6回  | 2006年9月30日（土曜日）  |
| 第7回  | 2007年1月23日（火曜日）  |
| 第8回  | 2007年7月24日（火曜日）  |
| 第9回  | 2007年9月29日（土曜日）  |
| 第10回 | 2008年5月27日（火曜日）  |
| 第11回 | 2008年12月30日（火曜日） |
| 第12回 | 2009年2月24日（火曜日）  |
| 第13回 | 2011年5月24日（火曜日）  |
| 第14回 | 2014年7月29日（火曜日）  |

※放送時間は全て19:00 - 20:54（JST）となる。
| スタブアイコン | サブスタブ | この項目は、まだ閲覧者の調べものの参照としては役立たない、テレビ番組に関連した書きかけの項目です。この項目を加筆・訂正などしてくださる協力者を求めています（P:テレビ/PJ:放送または配信の番組）。 |